# Sălbăgel, Timiș
Sălbăgel este un sat în comuna Gavojdia din județul Timiș, Banat, România.

## Personalități

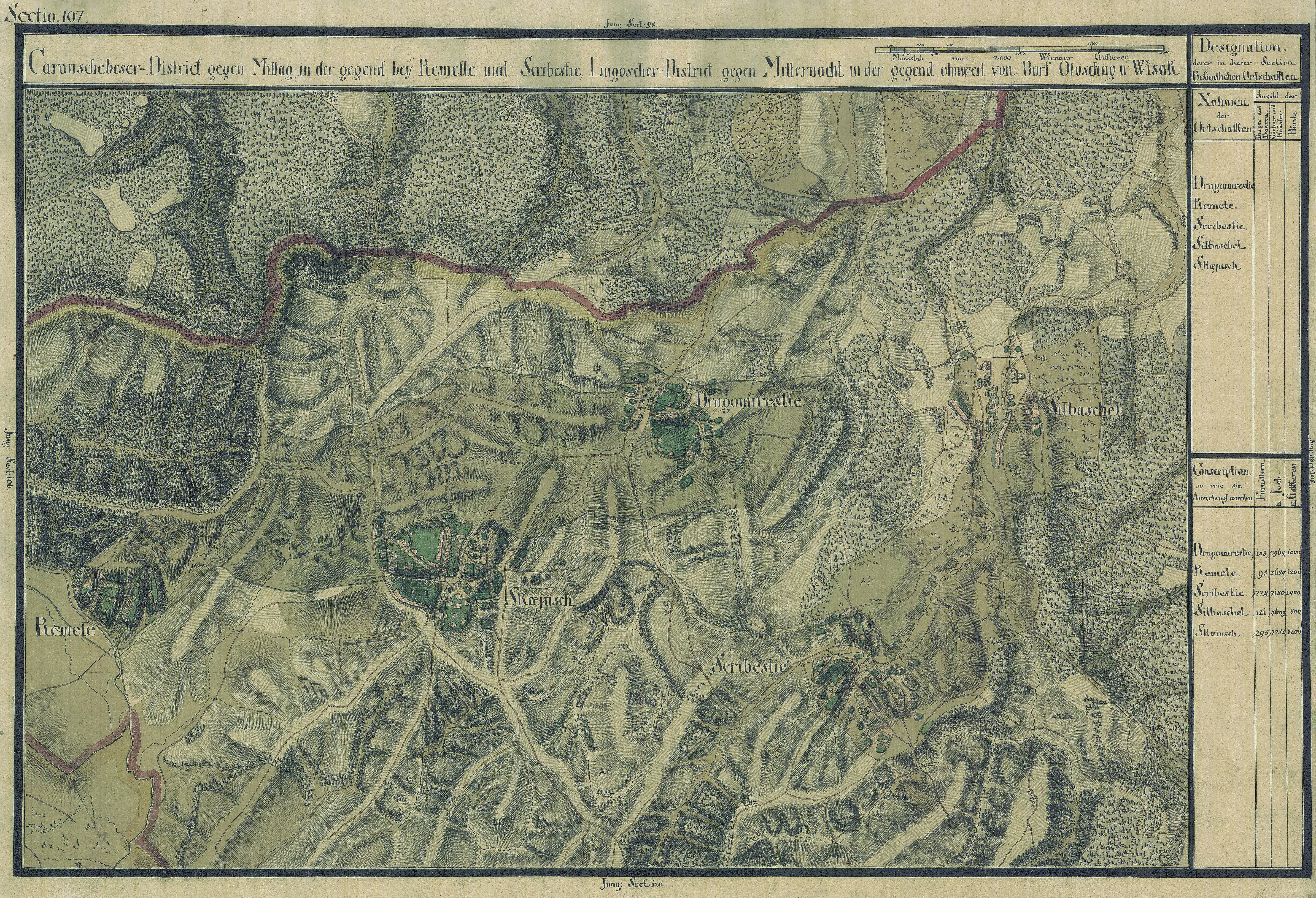
Sălbăgel în Harta Iosefină a Banatului, 1769-72

- Aurel Anton (n. 1928), șahist.